# Tyrannosaur (film)
Pour les articles homonymes, voir Tyrannosaur.
Pour plus de détails, voir Fiche technique et Distribution.
Tyrannosaur est un film britannique réalisé par Paddy Considine, sorti en 2011. Il s'agit de l'adaptation - et de l'extension - du court métrage de Considine, Dog Altogether (en) réalisé en 2007 avec les mêmes acteurs principaux, Peter Mullan et Olivia Colman.
Il a été présenté au Festival du film de Sundance 2011 où il a reçu le Prix spécial du jury et le Prix de la mise en scène. Le film a remporté de nombreux prix et Colman en particulier a été saluée pour son « interprétation incroyable d'une femme faisant ressortir chaque note de sa vulnérabilité, de son pouvoir et de son humour » et « pour l'interprétation d'une femme qui dépasse ses problèmes personnels et tente de trouver le Bien jusque dans la noirceur la plus profonde de la nature humaine. »
Le titre est une métaphore dont la signification est révélée au cours du film.

## Synopsis
Depuis le décès de sa femme, Joseph ne parvient plus à refaire surface. Un jour il entre dans la boutique de Hannah qui tente de l'aider grâce à sa foi. Mais Joseph n'est peut-être pas le seul à avoir besoin d'aide, et ces deux âmes en peine vont tenter ensemble de se sortir de leurs problèmes.

## Fiche technique
- Titre français : Tyrannosaur
- Réalisation : Paddy Considine
- Scénario : Paddy Considine, d'après son court métrage Dog Altogether (en) (2007)
- Photographie : Erik Wilson
- Montage : Pia Di Ciaula
- Musique : Dan Baker et Chris Baldwin
- Production : Suzanne Alizart, Hugo Heppell, Mark Herbert, Sarada McDermott et Diarmid Scrimshaw
- Sociétés de production : Warp X, Inflammable Films, Film4, Screen Yorkshire, EM Media et Optimum Releasing
- Pays d'origine :  Royaume-Uni
- Format : Couleurs - 2,35:1 - Dolby Digital
- Genre : drame
- Langue originale : anglais
- Durée : 92 minutes
- Dates de sortie : 
  - États-Unis : 21 janvier 2011 (Festival du film de Sundance 2011)
  - Royaume-Uni : 7 octobre 2011

## Distribution
- Peter Mullan (VF : Patrick Raynal) : Joseph
- Olivia Colman (VF : Claire Beaudoin) : Hannah
- Eddie Marsan (VF : Régis Royer) : James
- Paul Popplewell (VF : Christophe Vandevelde) : Bod
- Ned Dennehy (VF : Christophe Reymond) : Tommy
- Samuel Bottomley : Samuel
- Sally Carman (VF : Sophie Legrand) : Marie

## Production
Tyrannosaur est l'extension du court métrage de 16 minutes intitulé Dog Altogether (en), réalisé par Paddy Considine en 2007. Lauréat du BAFTA ainsi que le Lion d'argent du meilleur court métrage, le court métrage adapté au cinéma, produit par Warp X, Inflammable Films, Film4, Screen Yorkshire, EM Media et Studiocanal. Peter Mullan et Olivia Colman y reprennent leurs rôles.

## Accueil
Tyrannosaur a reçu un accueil positif de la part des critiques. Il obtient un score de 83 % de critiques positives sur Rotten Tomatoes, d'après 75 critiques, avec une note moyenne de 7,3 sur 10. Le consensus du site affiche « Tyrannosaur est un film brutal et franc, et raconte l'histoire profondément bouleversante d'un homme violent à la recherche d'une trop lointaine rédemption. » Sur Metacritic, le film affiche une note de 65 / 100.
The Guardian, Sunday Mirror, Total Film, Evening Standard et Empire lui ont accordé la note de 4 / 5, alors que GQ le nomme « le meilleur film britannique de l'année ». The Daily Star Sunday et LoveFilm lui accordent la note maximale 5 / 5, et The Sunday Telegraph le nomme « l'un des films les plus puissants de l'année 2011. »
Roger Ebert du Chicago Sun-Times accorde 3,5 étoiles sur 4 au film, qualifiant la performance de Peter Mullan de musclée et d'implacable. Il a également noté que « ce n'est pas le genre de films qui a l'ambition de contenir un message. Il n'y a pas de message, juste la réalité de ces personnages brisés. » Le critique britannique Mark Kermode (en) a classé le film parmi les 11 meilleurs films de 2011 et nommé Olivia Colman meilleure actrice à égalité avec Tilda Swinton dans We Need to Talk About Kevin.
Lors de l'annonce des nominations aux British Academy Film Awards, de nombreuses voix se sont élevées sur Twitter notamment condamnant l'oubli d'Olivia Colman pour le prix de la meilleure actrice et du film parmi les nominations. 

## Distinctions

### Récompenses
- Festival du film de Sundance 2011 :
  - Prix de la mise en scène pour Paddy Considine
  - Prix spécial du jury de la révélation internationale pour Peter Mullan et Olivia Colman
- Festival international du film de Chicago 2011 : Silver Hugo de la meilleure actrice pour Olivia Colman
- Festival du film britannique de Dinard 2011 :
  - Hitchcock d'or
  - Prix Allianz du meilleur scénario pour Paddy Considine
- Festival du film de Nantucket 2011 : meilleur réalisateur / scénariste pour Paddy Considine
- Festival international du film de Thessalonique 2011 : prix du public
- Festival international du film de Mar del Plata 2011 :
  - Prix spécial du jury
  - Silver Astor du meilleur scénario pour Paddy Considine
  - Argentine Film Critics Association Award
  - SIGNIS Award (2e place)
- Festival international du film de Stockholm 2011 : meilleur premier film
- Festival du film de Zagreb 2011 : prix du public
- British Independent Film Awards 2011 :
  - Meilleur film
  - Meilleur premier film pour Paddy Considine
  - Meilleure actrice pour Olivia Colman

- BAFTA Awards 2012 : meilleur nouveau scénariste, réalisateur ou producteur britannique pour Paddy Considine
- Evening Standard British Film Awards 2012 : meilleure actrice pour Olivia Colman
- Festival 2 cinéma de Valenciennes 2012 :
  - Prix du jury
  - Prix d'interprétation féminine et masculine pour Olivia Colman et Peter Mullan
- Chlotrudis Awards 2013 : meilleure actrice pour Olivia Colman

### Nominations
- British Independent Film Awards 2011 :
  - Meilleur réalisateur pour Paddy Considine
  - Meilleur acteur pour Peter Mullan
  - Meilleur acteur dans un second rôle pour Eddie Marsan
  - Meilleure production
- Satellite Awards 2011 :
  - Meilleure actrice pour Olivia Colman
  - Meilleur scénario original pour Paddy Considine

- Evening Standard British Film Awards 2012 :
  - Meilleur film
  - Meilleur acteur pour Peter Mullan
  - Meilleur scénario pour Paddy Considine
- Independent Spirit Awards 2012 : meilleur film étranger